# شرکت بیمه سپرده فدرال
شرکت بیمه سپرده فدرال (انگلیسی: Federal Deposit Insurance Corporation) شرکت دولتی بیمه آمریکایی است، که در سال ۱۹۳۳ تأسیس شد.